# Femme iroquoise
Le rôle de la femme iroquoise, important au sein de la famille et dans la communauté iroquoise, est connu grâce aux écrits laissés par les missionnaires jésuites.

## Relations des Jésuites
Parmi le groupe nombreux de missionnaires qui étaient envoyés en Nouvelle-France pour évangéliser les autochtones, une partie de ces hommes d'Église avaient séjourné chez des peuples de Hurons près des Grands Lacs. Ils avaient rédigé les Relations des jésuites, un recueil de lettres écrites par des jésuites en Nouvelle-France, envoyées en France. Cette œuvre raconte plusieurs expériences de comportements et de traditions observés chez les Iroquois entre 1615 et 1650 par des Jésuites. Certains extraits traitent du rôle de la femme dans la société iroquoise, notamment dans la famille, lors de guerres et dans le milieu politique.

## Exercice de l’autorité familiale
La femme iroquoise gardait une très grande autorité envers ses enfants. C'est elle qui les élevait pour en faire des adultes. Le Jésuite Jean de Brébeuf (1593-1649) observait que les mères pouvaient ordonner à leurs filles de se graisser les cheveux et participer à un repas, peu importe le consentement des jeunes filles. Aussi, c’était les mères qui négociaient et donnaient leur accord pour un mariage. Mais, elles pouvaient revenir sur leur décision. Le père Jérôme Lalemant, qui vécut entre 1593 et 1673, constatait qu'une mère de famille pouvait décider de rompre le couple de sa fille avec son mari, si elle jugeait que l'homme ne possédait pas une bonne conduite. Parallèlement, les mères avaient beaucoup d'autorité aussi à l’égard de leurs garçons. Des missionnaires avaient noté que le garçon voulant rejoindre les Jésuites à Québec pour y faire des études, devait obtenir le consentement de sa mère avant tout. Cela signifiait quitter la communauté.

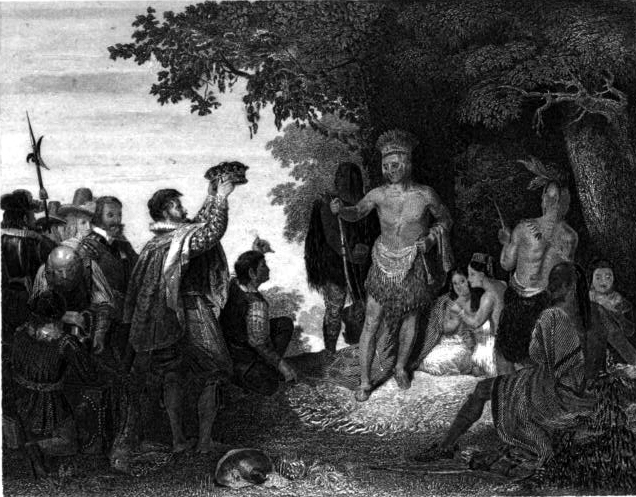
Femmes iroquoises participant à une cérémonie

## La femme iroquoise dans le milieu politique
La société iroquoise était une société matrilinéaire. Ce sont les femmes qui s’occupaient de l’agriculture, entretenaient les potagers, allaient cueillir les petits fruits et d’autres denrées végétales, entretenaient la maison longue, faisaient la couture et préparaient les repas. L’envergure des tâches leur apportait un statut important dans la communauté. De plus, au moment du mariage, l’homme quittait sa maison familiale pour s’installer dans celle de sa femme. Aussi, l’absence répétée des hommes, pour les activités de chasse, de commerce et de guerre, accentuait le pouvoir des femmes, car elles devaient prendre certaines décisions reliées à l’organisation du clan et du village pendant qu’ils étaient partis. Ces responsabilités remplies dans la sphère privée apportaient aux femmes iroquoises un pouvoir politique considérable. Elles disposaient du droit de choisir ceux qui représentaient leur clan, d’approuver des décisions et même d’en suggérer. 
Les Relations des Jésuites rapportait l’alternance des hommes et des femmes pour la gouvernance du village dans les nations iroquoises :
| «Les Peres estans en ces quartiers apprirent que les Oneiochronons, qui sont une des cinq Nations d’Iroquois, avoient une façon de gouvernement fort particulier. Les hommes et les femmes y manient alternativement les affaires : de sorte que si c’est maintenant un homme qui les gouvernent, ce sera apres sa mort une femme qui de son vivant les gouvernera à son tour, excepté ce qui regarde la guerre; et apres la mort de la femme, ce sera un homme qui reprendra derechef le maniement des affaires.» |

## Les femmes et la médecine
Les femmes iroquoises avaient une grande connaissance de la médecine traditionnelle. C’était un mélange de rituels religieux, d’invocations des esprits et l’utilisation de plantes, ayant des effets médicinaux Elles devaient concocter les médicaments pour guérir leurs proches. Comme exemple de médication,  la digitalis purpurea était utilisée pour confectionner un stimulant cardiaque. Lors des cérémonies de guérison, les femmes donnaient le rythme musical pour les danses et les chants de guérison. Elles devaient aussi transférer leur savoir à leurs filles et leurs nièces afin de poursuivre la tradition. 

## Intervention de la femme iroquoise pendant les conflits de guerre
Entre 1648 et 1701, les Iroquois étaient en conflit avec plusieurs peuples. Ils partaient en guerre contre les Français (guerres franco-iroquoises) et les Algonquins pour la traite des fourrures et des objets de valeur, et d’autres peuples comme les Hurons et les Abénaquis, pour le territoire. Les femmes n’allaient pas sur le terrain de guerre, mais  certaines préparaient le repas des combattants et portaient diverses denrées lors des déplacements. Elles avaient aussi le pouvoir d'exprimer leur point de vue à propos des décisions des tactiques pour vaincre l'ennemi lors d'une guerre ou autre conflit. Elles avaient aussi un autre rôle particulier. En effet, les femmes iroquoises avaient le grand pouvoir de décider, en grande partie, le sort de chaque prisonnier après les épisodes de guerre. Si le groupe de femmes iroquoises décidait que l'ennemi capturé devait mourir, les femmes participaient aux choix des tortures et des traitements qu'ils infligeaient au détenu. Un cas intéressant observé chez les Iroquois était une femme qui avait perdu un membre de sa famille, soit à la guerre ou lors d’un autre événement tragique, pouvait demander au conseil du village d'obtenir et de garder le prisonnier pour remplacer la perte de l’être cher. Ce fut le cas du missionnaire jésuite Bressani, en 1641, capturé par les Mohawks près du fort Richelieu, qui fut accueilli par une vieille femme dont le mari avait été assassiné par une bande huronne.

### Médiagraphie
- Roland Viau, Femmes de personne, Montréal, les éditions du Boréal, 2000, 323 pages
- Norman Clermont, «La place des femmes dans les sociétés iroquoiennes de la période de contact», Recherches amérindiennes au Québec, Volume XIII, No 4, Montréal, les éditions Recherches amérindiennes au Québec, 1983,351 pages
- Denys Delage, Le Pays renversé : Amérindiens et Européens en Amérique du Nord-Est 1600-1664, Québec, les éditions du Boréal Express, 1985,324 pages
- « Guerres iroquoises » dans L'Encyclopédie canadienne, Historica Canada, 1985–.   (consulté le 9 août 2019).